# Madonna col Bambino e santi (dai Libri)
Madonna col Bambino e santi è un dipinto del pittore veronese Girolamo dai Libri, realizzato con la tecnica della pittura a olio su tela, conservato nel Metropolitan Museum di New York.